# Jouko Kuha
Jouko Santeri Kuha, né le 30 septembre 1939, est un athlète finlandais spécialiste du 3 000 m steeple.
Le 17 juillet 1968 à Stockholm, il bat le record du monde du 3 000 mètres steeple en 8 min 24 s 2, détenu alors par Gaston Roelants.